# Allan Jacobsen
Allan Hagelskjær Jacobsen (nascido em 13 de novembro de 1955) é ex-ciclista dinamarquês, um dos atletas que representou a Dinamarca nos Jogos Olímpicos de 1980, em Moscou, onde competiu na prova de estrada, mas não completou.